# Augusto Andaveris
Augusto Andaveris Iriondo (Chicaloma, Departamento de La Paz, 5 de mayo de 1979) es un futbolista boliviano. Juega como delantero y su equipo actual es Petrolero de la Liga Provincial de Fútbol de Yacuiba. Fue internacional con la Selección boliviana.

## Selección nacional
Ha participado internacionalmente con la Selección de fútbol de Bolivia en 15 ocasiones anotando 3 goles.

## Estadísticas
| Club                | País       | Año           |
| ------------------- | ---------- | ------------- |
| Deportivo Municipal | Bolivia    | 1995 - 1997   |
| Bolívar             | Bolivia    | 1998 - 2000   |
| Iberoamericana      | Bolivia    | 2001          |
| Jorge Wilstermann   | Bolivia    | 2002          |
| San José            | Bolivia    | 2003          |
| Oriente Petrolero   | Bolivia    | 2004          |
| Bolívar             | Bolivia    | 2005          |
| KF Tirana           | Albania    | 2005 - 2006   |
| La Paz F. C.        | Bolivia    | 2006 - 2008   |
| Inter Baku          | Azerbaiyán | 2008 - 2009   |
| Real Potosí         | Bolivia    | 2010 - 2011   |
| Aurora              | Bolivia    | 2011 - 2012   |
| Jorge Wilstermann   | Bolivia    | 2012 - 2015   |
| San José            | Bolivia    | 2015 - 2016   |
| Blooming            | Bolivia    | 2016          |
| Real Potosí         | Bolivia    | 2017          |
| Always Ready        | Bolivia    | 2018-2019     |
| Sur-Car             | Bolivia    | 2020          |
| C. A. Ciclón        | Bolivia    | 2021-presente |

## Palmarés

### Títulos regionales
| Título                                    | Club         | País    | Año           |
| ----------------------------------------- | ------------ | ------- | ------------- |
| Campeonato Paceño                         | Always Ready | Bolivia | 2018          |
| Campeonato Tarijeño                       | C. A. Ciclón | Bolivia | Clausura 2021 |
| Asociación Municipal de Fútbol de Yacuiba | Petrolero    | Bolivia | 2023          |

### Títulos nacionales
| Título             | Club           | Año             |
| ------------------ | -------------- | --------------- |
| Copa Simón Bolívar | Iberoamericana | 2000            |
| Primera División   | Bolívar        | Adecuación 2005 |
| Copa Simón Bolívar | Always Ready   | 2018            |

## Vida personal
Sus tíos, Juan Iriondo y Luis Iriondo también fueron futbolistas profesionales. Juan falleció en la Tragedia de Viloco en 1969 y Luis en 2005.